# Наталья Коррейя
Ната́лья де Оліве́йра Корре́йя (порт. Natália de Oliveira Correia, *13 вересня 1923, Фажан-ді-Байшу, Сан-Мігел — 16 березня 1993, Лісабон)— португальська письменниця і поетеса; політична діячка в галузі культури, захисту прав людини і прав жінок. Авторка гімну Азорських островів. 

## З життя і творчості
Народилась на найбільшому острові Азорського архіпелагу. З матір'ю переїхала до Лісабона (батько емігрував до Бразилії), де продовжила навчання. Швидко зацікавилась літературою і літературним процесом. 
Коло професійних зацікавлень Натальї Коррейї сягало різних сфер культури і жанрів: від поезії до романтики, від театру до есея. 
Активно спрівпрацювала з низкою португальських і зарубіжних видань, упорядковувала знакові для свого часу антології, зокрема еротичної прози. Паралельно керувала популярним й найавторитетнішим свого часу видавництвом «Аркадія» (Editora Arcádia). 
Впродовж 1950-х і 1960-х років у її лісабонському домі збирались видатні діячі португальської та міжнародної культури, мистецтва, письменництва й опозиційної політики. Починаючи з 1971 року ці зустрічі відбувались у барі Botequim. 
Обиралась членкинею Асамблеї Республіки (1980—1991).
Разом з Жозе Сарамаго (лауреат Нобелівської премії з літератури, 1998), Армінду Магальяйншем, Мануелом да Фонсекою та Урбано Таварес Родрігесом була у 1992 році однією з засновниць Національного фронту захисту культури (НФЗК). 
Наталья Коррейя відзначалась енергійним і суперечливим характером, вільним від соціальних упереджень, що яскраво відобразилось на її письмі. 
Померла від інфаркту міокарда.
Твори письменниці перекладені декількома мовами. На честь Н. Коррейї названа одна з лісабонських бібліотек.